# Catálogo Yvert et Tellier
El catálogo Yvert et Tellier es un libro de sellos postales y una compañía publicadora de libros de filatelia fundada en 1895 en el norte de Francia, en la ciudad de Amiens.
La compañía familiar fue fundada por Eugène Yvert en 1831 como trabajos de impresión para un periódico. El paso a la filatelia fue decidido en 1895 por el nieto de Eugène, Louis Yvert y Théodule Tellier.
Es muy conocido y tiene un gran prestigio su catálogo mundial de sellos. Reunido en varios tomos.